# Atletica leggera ai Giochi della XXVI Olimpiade
Ai Giochi della XXVI Olimpiade di Atlanta nel 1996 vennero assegnati 44 titoli in gare di atletica leggera, di cui 24 maschili e 20 femminili.
- Durata del programma: dal 26 luglio al 4 agosto.
- Nazioni partecipanti: 190[1]
- Numero di atleti iscritti: 2057, di cui 1302 uomini e 755 donne[1]
- Sede delle gare: Centennial Olympic Stadium di Atlanta.
- Programma femminile: viene introdotto il salto triplo. I 5000 metri sostituiscono i 3000.
- Nell'atletica maschile: 2 nuovi record mondiali, 8 nuovi record olimpici.
- Nell'atletica femminile: 7 nuovi record olimpici, nessun record mondiale.

## Partecipazione
Ad Atlanta il numero di nazioni presenti nell'atletica leggera compie un salto: dai 156 di Barcellona (record precedente) si passa a 191.

Le squadre più numerose sono quelle dei seguenti Paesi:
- Stati Uniti (121)
- Germania (85)
- Russia (85)
- Gran Bretagna (77)
- Australia (60)
- Spagna (56)
- Italia (50)
- Francia (49)
- Cuba (46)
- Kenya (43)
- Ucraina (43)
- Brasile (40)
- Canada (39)

- Giamaica (38)
- Bielorussia (34)
- Giappone (32)
- Nigeria (32)
- Cina (31)
- Portogallo (30)
- Finlandia (26)
- Grecia (25)
- Romania (25)
- Irlanda (24)
- Polonia (23)
- Rep. Ceca (23)
- Svizzera (23)

- Ungheria (22)
- Sudafrica (22)
- Bahamas (20)
- Nuova Zelanda (18)
- Kazakistan (18)
- Bulgaria (17)
- Corea del Sud (17)
- Marocco (17)
- Svezia (17)
- Etiopia (16)
- Ghana (15)
- Messico (15)
- Lituania (14)
- Slovacchia (14)

I seguenti Paesi, oltre agli Stati Uniti, allestiscono una squadra in tutte e quattro le staffette: Gran Bretagna, Germania, Giamaica, Cuba, Australia e Nigeria
Sono 22 (anche questo è un record) i Paesi che partecipano per la prima volta:
- Armenia
- Azerbaigian
- Bielorussia
- Burundi
- Capo Verde
- Comore
- Dominica
- Georgia
- Guinea-Bissau
- Kazakistan
- Kirghizistan
- Moldavia
- Rep. Ceca
- Saint Kitts e Nevis
- Saint Lucia
- São Tomé e Príncipe
- Slovacchia
- Palestina
- Tagikistan
- Turkmenistan
- Ucraina
- Uzbekistan

## Risultati delle gare
Le imprese più rimarchevoli in campo maschile sono state quelle di:
- Michael Johnson, capace di disintegrare il suo record del mondo dei 200 metri (19"32) e capace di conseguire una difficile doppietta 200-400 piani;
- Carl Lewis che vincendo il suo quarto titolo consecutivo nel salto in lungo eguaglia il record assoluto di vittorie in una gara[2] e si conferma l'atleta più forte di sempre nella specialità.

In campo femminile, le atlete dei Giochi sono state:
- la russa Svetlana Masterkova, vincitrice dell'accoppiata 800-1500 metri;
- la francese (di origini caraibiche) Marie-José Pérec, che realizza la doppietta 200-400 piani, con un tempo sui 400 (48"25) che rimarrà insuperato per diversi anni a venire.

## Medagliere
Gli Stati Uniti conducono il medagliere con 23 medaglie, di cui 13 d'oro, al secondo posto la Russia con 10 ed al terzo il Kenya con 8 medaglie.
| Posizione | Paese             | Oro | Argento | Bronzo | Totale |
| --------- | ----------------- | --- | ------- | ------ | ------ |
| 1         | Stati Uniti       | 13  | 5       | 5      | 23     |
| 2         | Russia            | 3   | 6       | 1      | 10     |
| 3         | Germania          | 3   | 3       | 1      | 7      |
| 4         | Francia           | 3   | 0       | 1      | 4      |
| 5         | Etiopia           | 2   | 0       | 1      | 3      |
| 6         | Canada            | 2   | 0       | 0      | 2      |
| 7         | Kenya             | 1   | 4       | 3      | 8      |
| 8         | Giamaica          | 1   | 3       | 2      | 6      |
| 9         | Cina              | 1   | 2       | 1      | 4      |
| 10        | Nigeria           | 1   | 1       | 2      | 4      |
| 11        | Polonia           | 1   | 1       | 0      | 2      |
| 11        | Sudafrica         | 1   | 1       | 0      | 2      |
| 13        | Ucraina           | 1   | 0       | 3      | 4      |
| 14        | Rep. Ceca         | 1   | 0       | 2      | 3      |
| 15        | Finlandia         | 1   | 0       | 1      | 2      |
| 15        | Norvegia          | 1   | 0       | 1      | 2      |
| 17        | Algeria           | 1   | 0       | 0      | 1      |
| 17        | Burundi           | 1   | 0       | 0      | 1      |
| 17        | Bulgaria          | 1   | 0       | 0      | 1      |
| 17        | Ecuador           | 1   | 0       | 0      | 1      |
| 17        | Ungheria          | 1   | 0       | 0      | 1      |
| 17        | Portogallo        | 1   | 0       | 0      | 1      |
| 17        | Svezia            | 1   | 0       | 0      | 1      |
| 17        | Siria             | 1   | 0       | 0      | 1      |
| 24        | Gran Bretagna     | 0   | 4       | 2      | 6      |
| 25        | Bielorussia       | 0   | 2       | 2      | 4      |
| 25        | Italia            | 0   | 2       | 2      | 4      |
| 27        | Australia         | 0   | 2       | 0      | 2      |
| 27        | Namibia           | 0   | 2       | 0      | 2      |
| 29        | Cuba              | 0   | 1       | 1      | 2      |
| 29        | Spagna            | 0   | 1       | 1      | 2      |
| 31        | Bahamas           | 0   | 1       | 0      | 1      |
| 31        | Grecia            | 0   | 1       | 0      | 1      |
| 31        | Corea del Sud     | 0   | 1       | 0      | 1      |
| 31        | Romania           | 0   | 1       | 0      | 1      |
| 31        | Slovenia          | 0   | 1       | 0      | 1      |
| 31        | Zambia            | 0   | 1       | 0      | 1      |
| 37        | Marocco           | 0   | 0       | 2      | 2      |
| 37        | Trinidad e Tobago | 0   | 0       | 2      | 2      |
| 39        | Austria           | 0   | 0       | 1      | 1      |
| 39        | Brasile           | 0   | 0       | 1      | 1      |
| 39        | Giappone          | 0   | 0       | 1      | 1      |
| 39        | Messico           | 0   | 0       | 1      | 1      |
| 39        | Mozambico         | 0   | 0       | 1      | 1      |
| 39        | Uganda            | 0   | 0       | 1      | 1      |
| Totale    | Totale            | 44  | 44      | 44     | 132    |